# 长葛市人民医院
长葛市人民医院是位于河南长葛市的一家二级甲等医院，位于市长社路52号。它是全市职工医疗保险及农村新型合作医疗、城镇居民合作医疗定点单位。

## 简介
医院始建于1951年9月，是河南科技大学医学院、职工医学院、漯河医专、许昌卫校等院校的教学实习单位，与河南省人民医院、郑大二附院和上海远大心胸医院是协作医院。
医院占地9.26万平米，建筑面积5.86万平米。共400张床位，年门诊量29.8万人次，收住病人1.44万人次。
现有职工832人，其中高级职称61人，中级职称203人。设门诊部和住院部两大部分。设有14个职能科室、11个临床医技科室、18个临床病区、1个制剂室、1个中心血库和1个临床司法鉴定所。

## 荣誉
医院获得以下荣誉：
- 全国卫生系统先进集体
- 许昌市“双文明建设标兵”单位
- 许昌市“文明医院”
- 1995年，被省卫生厅评审为“国家级爱婴医院”
- 1996年，被省卫生厅评为“二甲”医院
- 1997年，被省卫生厅评为“整体护理协作先进单位”
- 1999年，被省卫生厅评为优质文明服务“双十佳”医院
- 2005年，被中国医院管理学会、卫生部医政司评为全国首批“百姓放心示范医院”
- 2007年，被省卫生厅评为“医院管理综合评价先进单位”